# Aigrette

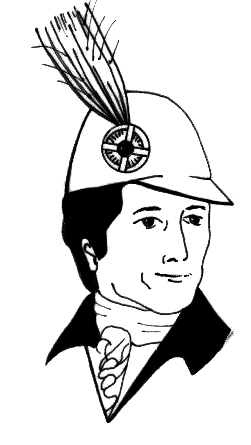
Aigrette en un sombrero

El término aigrette (pronunciado /ɛɡrɛt/; del francés para garceta, o garza blanca menor) se refiere a la cresta o las plumas de la cabeza de la garceta, que se usa para adornar un tocado. La palabra también puede identificar cualquier adorno similar, en gemas.

## Historia y descripción

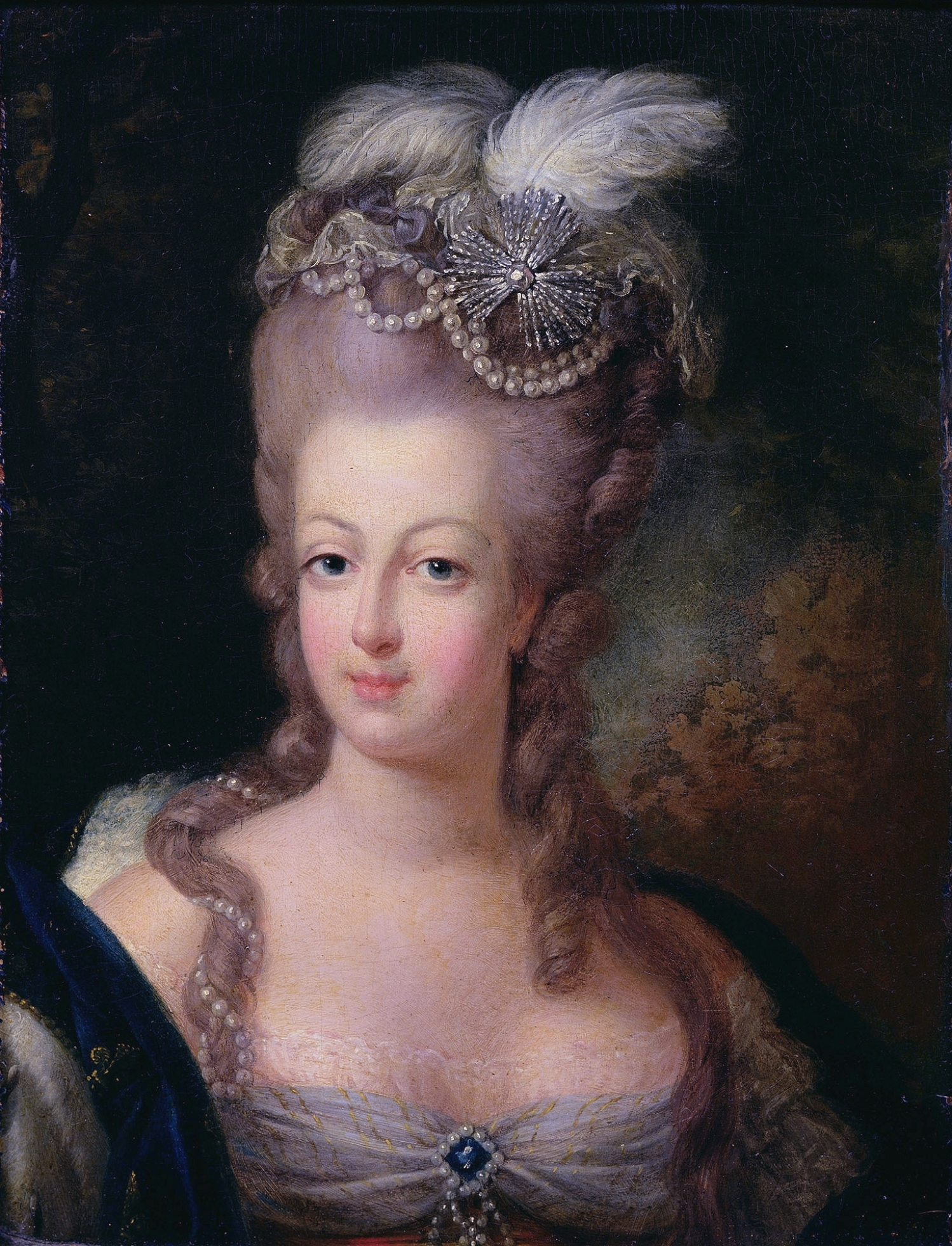
María Antonieta con aigrette

Los aigrettes, tachonados de diamantes y rubíes, decoraban los turbantes de los sultanes otomanos o el chaflán ceremonial de sus caballos. Varias de estos aigrettes se encuentran en exhibición en el Tesoro del Palacio de Topkapı en Estambul, Turquía. Una aigrette también fue usada anteriormente por ciertos rangos de oficiales en el ejército francés.
Los aigrettes enjoyados y las "plumas de diamantes" que se usaban en la corte inglesa de Jacobo VI de Inglaterra y Ana de Dinamarca están atribuidos al orfebre Arnold Lulls, cuyo libro de diseños aún sobrevive.
A finales del siglo XIX y principios del XX existió una moda femenina de usar estos adornos de una forma extravagante y dio como resultado que los cazadores de plumas sacrificaran un gran número de garcetas y otras aves para la industria de la sombrerería, hasta que la reacción pública y la intervención del gobierno hicieron que la moda terminara y que la demanda de este tipo de penachos colapsara.
El diamante de color whisky de 61,50 quilates (12,3 g) conocido como el "El Ojo del Tigre", fue montado por Cartier en un aigrette para turbante de Digvijaysinhji, el Jam Sahib o Maharajah de Nawanagar en 1934.
El diamante florentino amarillo de 137,27 quilates fue montado por última vez como parte de un aigrette.

## Objetos de forma similar
- Wikcionario  tiene definiciones y otra información sobre aigrette.

La palabra aigrette se usa para describir varias cosas con una forma similar. Es el nombre que se le da a un tipo de buñuelo frito elaborado con masa rebozada de forma alargada.
Por analogía, la palabra se usa en varias ciencias para las excrecencias plumosas de apariencia similar, como los mechones en las cabezas de los insectos, el plumón plumoso del diente de león, los rayos luminosos al final de los cuerpos electrificados, o los rayos luminosos vistos en eclipses solares: divergiendo del borde de la luna.
El Chelengk era una decoración militar turca similar.
- Wikimedia Commons alberga una categoría multimedia sobre Aigrette.